# Lycoperdon mammiforme
Lycoperdon mammiforme là một loài nấm hiếm không ăn được trong chi Lycoperdon, được tìm thấy trên gỗ cây sồi bị xước sẹo. Tai nấm có đường kính 6 cm.

## Hình ảnh

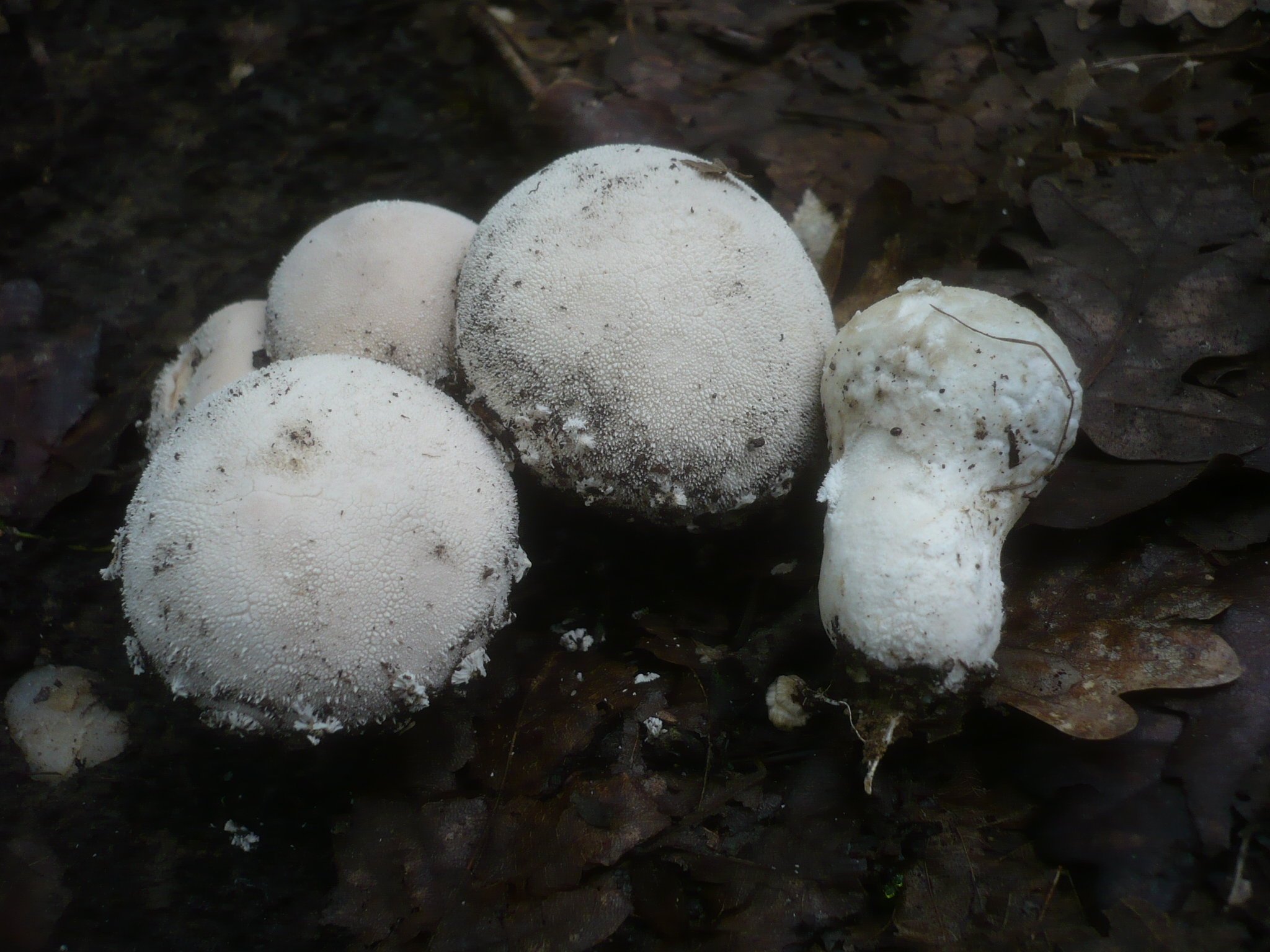
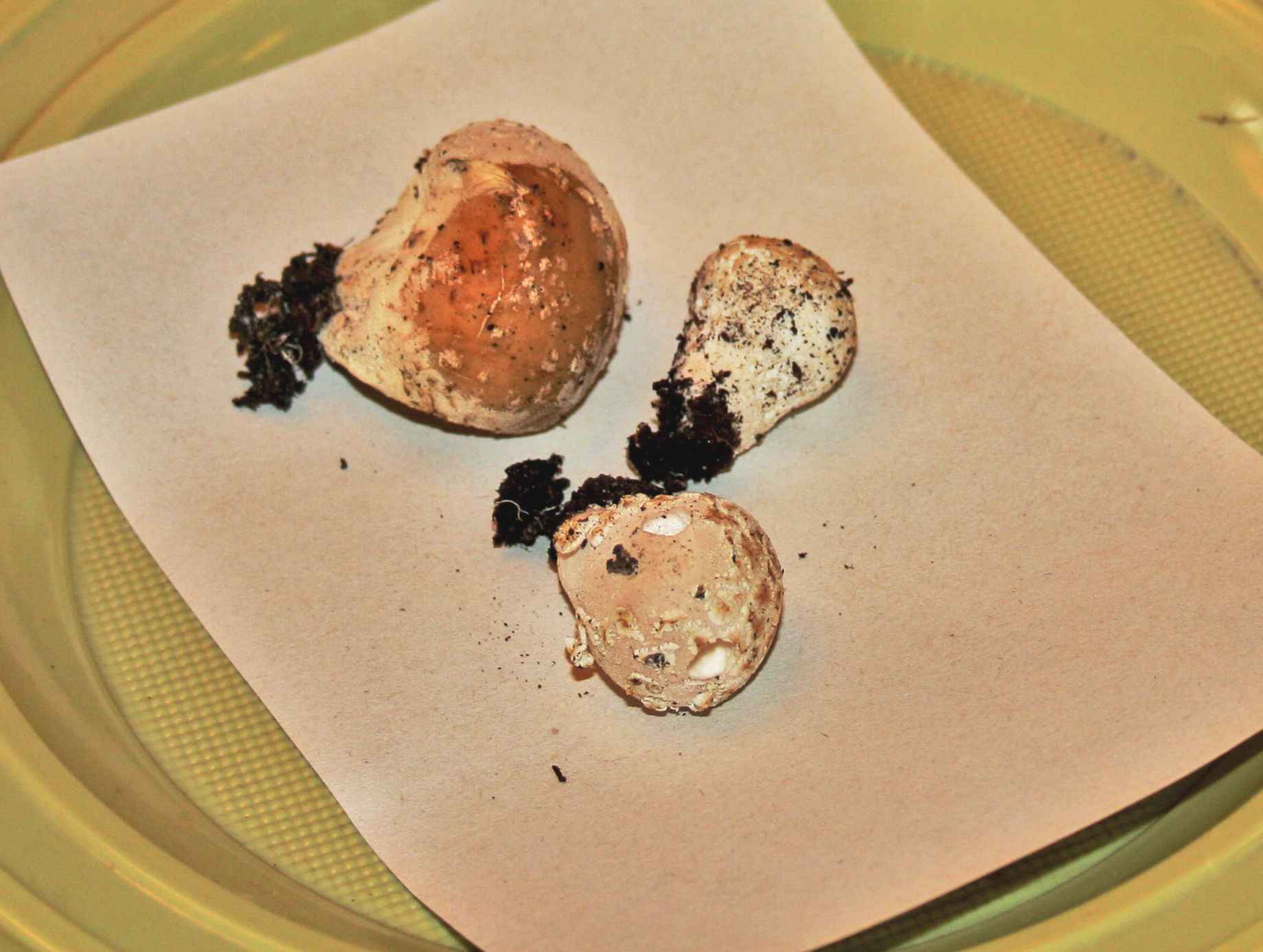